# Partito Sociale Tedesco
Il Partito Sociale Tedesco (in tedesco Deutschsoziale Partei, DSP anche detto: Deutschsoziale Antisemitische Partei) fu un partito antisemita dell'Impero tedesco. Nacque nel 1889 al Congresso di Bochum sotto la direzione di Max Liebermann von Sonnenberg e Theodor Fritsch dall'Associazione antisemita tedesca fondata a Kassel nel 1886.

## 1889–1894
Il partito sostenne l'antisemitismo e invocò l'abolizione o almeno una seria riduzione delle misure di emancipazione ebraica. Inoltre, sostenne riforme sociali a favore dell'agricoltura e delle piccole e medie imprese su una base monarchica socialmente conservatrice Nel 1890, Max Liebermann von Sonnenberg, presidente del DSP, fu eletto nel Reichstag per la circoscrizione elettorale Fritzlar–Homberg–Ziegenhain (Hessen-Nassau).
Al culmine della loro popolarità, i partiti antisemiti ricevettero il 3,4% dei voti e 16 seggi nel Reichstag del 1893. Alle elezioni del Reichstag del 1893, il DSP vinse quattro mandati (Liebermann von Sonnenberg, Paul Förster, Adolf König, Hans Leuss) e formò un gruppo con gli 11 membri del Partito Riformatore Tedesco. Il Hannoversche Post servì da giornale del partito. Nel 1894, i due partiti si fusero ufficialmente per formare il Partito Riformatore Sociale Tedesco (DSRP), ma senza unificare i loro programmi e le loro strutture organizzative.

## 1900–1914
Il periodo successivo all'inizio del secolo fu caratterizzato dal declino dell'antisemitismo parlamentare, dai litigi e dalle dispute. "I partiti non antisemiti hanno sconfitto e scacciato gli antisemiti e hanno riconquistato gli elettori", ha osservato Thomas Nipperdey. "Questo fatto non dovrebbe essere soppresso o attenuato come al solito. L'antisemitismo era diventato parlamentare, quindi la sua sconfitta su questo terreno è abbastanza importante, una vera e propria sconfitta". Al congresso di Magdeburgo nell'ottobre 1900, il DSRP si scisse dopo che Liebermann von Sonnenberg non riuscì ad affermare la sua pretesa di leadership nel partito.
Il DSP nuovamente indipendente si avvicinò molto al Partito Conservatore Tedesco, alla Federazione degli agricoltori e alla Deutschnationalen Handlungsgehilfen-Verband. Con le ultime due organizzazioni vi furono anche stretti legami personali, in particolare con Ludwig zu Reventlow e Wilhelm Schack. Nell'elezione Reichstag del 1903, il DSP ottenne due seggi e, insieme ai deputati della Federazione degli agricoltori, del Partito Socialo Cristiano e della Federazione dei Contadini Bavaresi, costituì l'"Associazione Economica" per assicurarsi lo status di gruppo parlamentare.
Il protezionismo agricolo e le richieste di una politica estera imperialista aggressiva furono sempre più in primo piano nel partito e nel gruppo mettendo in secondo piano l'antisemitismo. Con questa strategia il declino di voti venne temporaneamente arrestato, cosicché nel 1907 il partito fu nuovamente in grado di eleggere otto membri al Reichstag. Dopo la morte di Liebermann nel 1911 e la sconfitta alle elezioni del 1912 (c.d. "elezioni ebraiche"), l'antisemitismo del DSP si radicalizzò nuovamente. Nel marzo 1914, i tedesco-sociali si riunirono con i "riformatori" e formarono il Partito Nazionale Tedesco. Nel 1917, fu incorporato nuovamente nel Partito Tedesco della Patria.

## Elettori e circoscrizioni
Il DSP ebbe quasi tre quarti del suo elettorato nelle zone rurali, dove fu sostenuto principalmente da agricoltori, artigiani, piccoli commercianti, dipendenti e funzionari pubblici. Il centro della sua attività si concentrò nella Germania settentrionale e occidentale e in parti dell'Assia. Di norma, tuttavia, il DSP riuscì a conquistare una circoscrizione elettorale solo con il sostegno dei conservatori e della federazione degli agricoltori. Gli organi del partito furono Deutsche Blatt (ad Amburgo) ed il Deutschsozialen Blätter (a Lipsia e più tardi ad Amburgo). Di seguito le circoscrizioni ottenute dai candidati del DSP nelle elezioni del Reichstag dell'Impero:
- Wahlkreis Fritzlar–Homberg–Ziegenhain (Max Liebermann von Sonnenberg 1890, 1893, 1903 e 1907)
- Wahlkreis Neustettin (Paul Förster 1893)
- Wahlkreis Rinteln–Hofgeismar (Adolf König 1893, Ludwig zu Reventlow 1903, Richard Herzog 1907 e 1912)
- Wahlkreis Eschwege–Schmalkalden (Hans Leuss 1893 e Friedrich Raab 1907)
- Wahlkreis Kassel (Wilhelm Lattmann 1903 e 1907)
- Wahlkreis Marburg–Frankenberg (Karl Böhme 1907 e Johann Rupp 1912)
- Wahlkreis Gießen–Grünberg (Philipp Köhler 1907)
- Wahlkreis Eisenach (Wilhelm Schack 1907)